# Johnyeeara
× Johnyeeara, (abreviado Jya) en el comercio, es un híbrido intergenérico entre los géneros de orquídeas Brassavola × Cattleya × Epidendrum × Laelia × Schomburgkia × Sophronitis. Fue publicado en Orchid Rev. 96(1141) cppo: 8 (1988).